# Aureliano Brandolini
Aureliano Brandolini (8 de agosto de 1927 – 5 de setembro de 2008) foi um agrônomo e estudioso italiano da cooperação internacional.

## Atividades
Nasceu em Calolziocorte (Itália), estudou no Lycée A. Manzoni de Lecco, com dom Giovanni Ticozzi, se graduou em agricultura na Universidade de Milão (1950) e se formou no melhoramento das plantas e micro-técnica no Departamento de Botânica e Agronomia da Universidade do Estado de Iowa, E.U.A. (1955).
Discípulo do botânico Luigi Fenaroli e do fito-melhorador Merle T. Jenkins, em 1954-1955 organizou a coleta e caracterização de 562 mostras (accesos) de sementes de variedades tradicionais de milho italiano, atualmente armazenadas na Estação experimental de Bergamo. Usou os resultados desses estudos para a seleção de variedades e linhagens melhoradas, que usou para constituir os primeiros híbridos de milho na Itália (1956-1970).
Em 1958-1960 aconselhou a Administração italiana de tutela da Somália para a produção de milho, sorgo e gergelim. Em 1962-1965 coordenou as pesquisas de campo sobre milho, sorgo, soja e algodão, para as empresas de sementes de DeKalb, SPIM, etc. Em 1964-1971 levou e dirigiu o Instituto de pesquisas hortícolas do Centro Lombardo per l'incremento della Orto-Floro-Frutticoltura em Minoprio (Itália). Foi Diretor do Centro de pesquisas fito-genéticas de Bergamo (1976-1983), constituindo e produzindo híbridos especiais de milho em Europa e América Latina. Depois foi Diretor Geral do Instituto Agronômico per l'Oltremare (IAO), do Ministério de Relações Estrangeiras da Itália, em Florença (1983-1993). Organizou e coordenou programas de assistência técnica para a introdução do milho híbrido na Espanha, Portugal, Roménia, Hungria, Yugoslávia e em outros países do Mediterrâneo. Coordenou o Programa nacional de melhoramento da batata]] do Ministério da agricultura da Itália (1994-1998).
Por conta do Comitê internacional de germoplasma do milho do International Board for Plant Genetic Resources coordenou a coleção de germoplasma de culturas agrícolas na América Latina (1975-1984) e a caracterização e publicação dos resultados dessas investigações . Participou dos programas de coleção de germoplasma de variedades tradicionais de milho no sul da Europa, Equador, Bolívia e Argentina e da organização dos bancos de germoplasma de Bergamo (Itália), Pairumani (Bolívia), Pergamino (Argentina), e outros.
Foi um dos fundadores do Centro de Pesquisas Eco-Fitogenéticas  e do Centro de Sementes de Pairumani (Bolívia), estudando a biodiversidade das culturas agrícolas e a produção de híbridos e variedades melhoradas do milho, trigo duro, feijão, favas, lupinos e outros cultivos para a segurança alimentaria nesse país. Dirigiu dezenas de projetos de cooperação técnica e científica, em colaboração com institutos de investigação na Itália, América Latina e outras regiões, criando novos centros de pesquisas e treinamento, laboratórios e bancos de germoplasma em países em vía de desenvolvimento. Foi membro do Conselho do Centro Internacional da Batata de Lima (Peru) em 1987-1993, do Comité Consultivo para a Cooperação Internacional do Ministério de Relações Estrangeiras da Itália em 1987-1994, presidente da seção Milho e Sorgo para a Europa do Sul de Eucarpia, membro do Comitê Internacional para o germoplasma do milho da Junta Internacional dos Recursos Fitogenéticos (1975-1984) e representante da FAO nas comissões científicas dos Centros internacionais para a  investigação agrícola CYMMIT e ICRISAT (1973-1975). Foi membro da Academia de agricultura de Turim (Italia) e da Academia Nacional de Agronomia e Medicina Veterinária de Buenos Aires (Argentina).

## Estudos
Seus primeiros estudos concentraram-se na criação, seleção e caracterização da biodiversidade agrícola. Seus trabalhos científicos incluem:
- A evolução e filogenia do milho, a caracterização das variedades tradicionais do milho americanas e europeias,[3][4][5]
- A exploração, estudo e conservação do germoplasma das plantas com interesse econômico nas regiões temperadas, tropicais e subtropicais,[6][7][8]
- O melhoramento genético do milho, feijão, tomate, sorgo, trigo duro, batatas e flores tropicais.[9]
- O desenvolvimento de metodologias para a seleção dos híbridos do milho,[10]
- A adaptação ecológica de germoplasma tropical em regiões temperadas, e vice-versa.[11][12]
- A agricultura, agro-economia e desenvolvimento rural nas regiões tropicais e sub-tropicais semi-áridas.[13]
- A cooperação para o desenvolvimento agrícola, ambiental, científico, educacional e de metodologias de gerenciamento de projetos.
- A adaptação das raças italianas de bovinos de corte em regiões tropicais e subtropicais da América Latina.

Em colaboração com Adolfo Pons e Giovanni C. Vandoni estudou as características agronômicas, morfológicas e citológicas das variedades equatorianas do milho, identificando 6 seções, 18 complexos raciais e 34 raças [14]. Com Gonzalo Ávila L., A. Rodriguez, A.G. Brandolini e outros pesquisadores estudou os milhos bolivianos, classificando-os em 7 complexos raciais, 28 raças e 108 agro-ecótipos. Estudou a história do milho na Itália (2005-2006) e as características das variedades tradicionais italianas, e estabeleceu as relações filogenéticas entre as variedades de origem americana e as cultivadas na Itália, identificando as rutas de migração entre os dois continentes. A sua classificação da coleção de germoplasma dos milhos italianos (562 accesos) resultou na descrição de 10 complexos raciais, 37 raças e 77 agro-ecótipos.